# Altweitra
Altweitra ist eine Ortschaft und eine Katastralgemeinde der Gemeinde Unserfrau-Altweitra im Bezirk Gmünd in Niederösterreich mit 257 Einwohnern (Stand 1. Jänner 2024). Bis Ende 1970 war Altweitra eine eigenständige Gemeinde.

## Geografie
Das Dorf liegt östlich der Gmünder Straße, die den Ort von Unserfrau trennt. Hier durchfließt auch die Lainsitz den Doppelort, in den hier der Buschenbach mündet. Zur Ortschaft Altweitra zählt auch die unterhalb des Eichberges (588 m ü. A.) gelegene Siedlung Am Waller. Am 1. April 2020 umfasste die Ortschaft 111 Adressen.

## Siedlungsentwicklung
Zum Jahreswechsel 1979/1980 befanden sich in der Katastralgemeinde Altweitra insgesamt 86 Bauflächen mit 39.533 m² und 64 Gärten auf 33.715 m², 1989/1990 waren es 85 Bauflächen. 1999/2000 war die Zahl der Bauflächen auf 234 angewachsen und 2009/2010 waren es 207 Gebäude auf 345 Bauflächen.

## Geschichte
Im Jahr 1822 wurde der Ort als Dorf mit 40 Häusern genannt, das nach Unserfrau eingepfarrt war, wohin auch die Kinder eingeschult wurden. Die Herrschaft Weitra besaß die Ortsobrigkeit, übte die Landgerichtsbarkeit aus und besorgte die Konskription. Die Untertanen und Grundholde des Ortes gehörten den Herrschaften Weitra, Engelstein und Zwettl.
Laut Adressbuch von Österreich waren im Jahr 1938 in der Ortsgemeinde Altweitra ein Gastwirt, eine Gemischtwarenhändlerin, ein Schmied, ein Schneider und zahlreiche Landwirte ansässig. Weiters gab es im Ort einen Zementwarenerzeuger und zwei Ziegeleien.
Im Rahmen der Niederösterreichischen Kommunalstrukturverbesserung konstituierten sich die damaligen Ortsgemeinden Altweitra, Heinrichs bei Weitra, Oberlembach, Pyhrabruck, Schagges, Ulrichs und Unserfrau per 1. Jänner 1971 zur Gemeinde Unserfrau-Altweitra.

## Landwirtschaft
Die Katastralgemeinde ist landwirtschaftlich geprägt. 557 Hektar wurden zum Jahreswechsel 1979/1980 landwirtschaftlich genutzt und 212 Hektar waren forstwirtschaftlich geführte Waldflächen. 1999/2000 wurde auf 518 Hektar Landwirtschaft betrieben und 239 Hektar waren als forstwirtschaftlich genutzte Flächen ausgewiesen. Ende 2018 waren 503 Hektar als landwirtschaftliche Flächen genutzt und Forstwirtschaft wurde auf 239 Hektar betrieben. Die durchschnittliche Bodenklimazahl von Altweitra beträgt 24,4 (Stand 2010).

## Verkehr
Westlich des Ortszentrums betreiben die Waldviertler Schmalspurbahnen die Halte- und Ladestelle Alt Weitra.

## Sehenswertes
- Filialkirche Altweitra aus dem 12. Jahrhundert, Denkmalschutz (Listeneintrag).